# Třesín (národní přírodní památka)
Třesín je národní přírodní památka asi 1,5 km východně od vrcholu vrchu Třesín, na katastrálním území obce Mladeč v okrese Olomouc. Oblast spravuje Agentura ochrany přírody a krajiny ČR – Regionální pracoviště Olomoucko. Národní přírodní památka Třesín z východu přiléhá ke stejnojmenné přírodní památce Třesín.

## Předmět ochrany
Předmětem ochrany jsou přírodní podzemní prostory Mladečských jeskyní. Důležité jsou i výkopy z doby pleistocénu.

## Fotogalerie

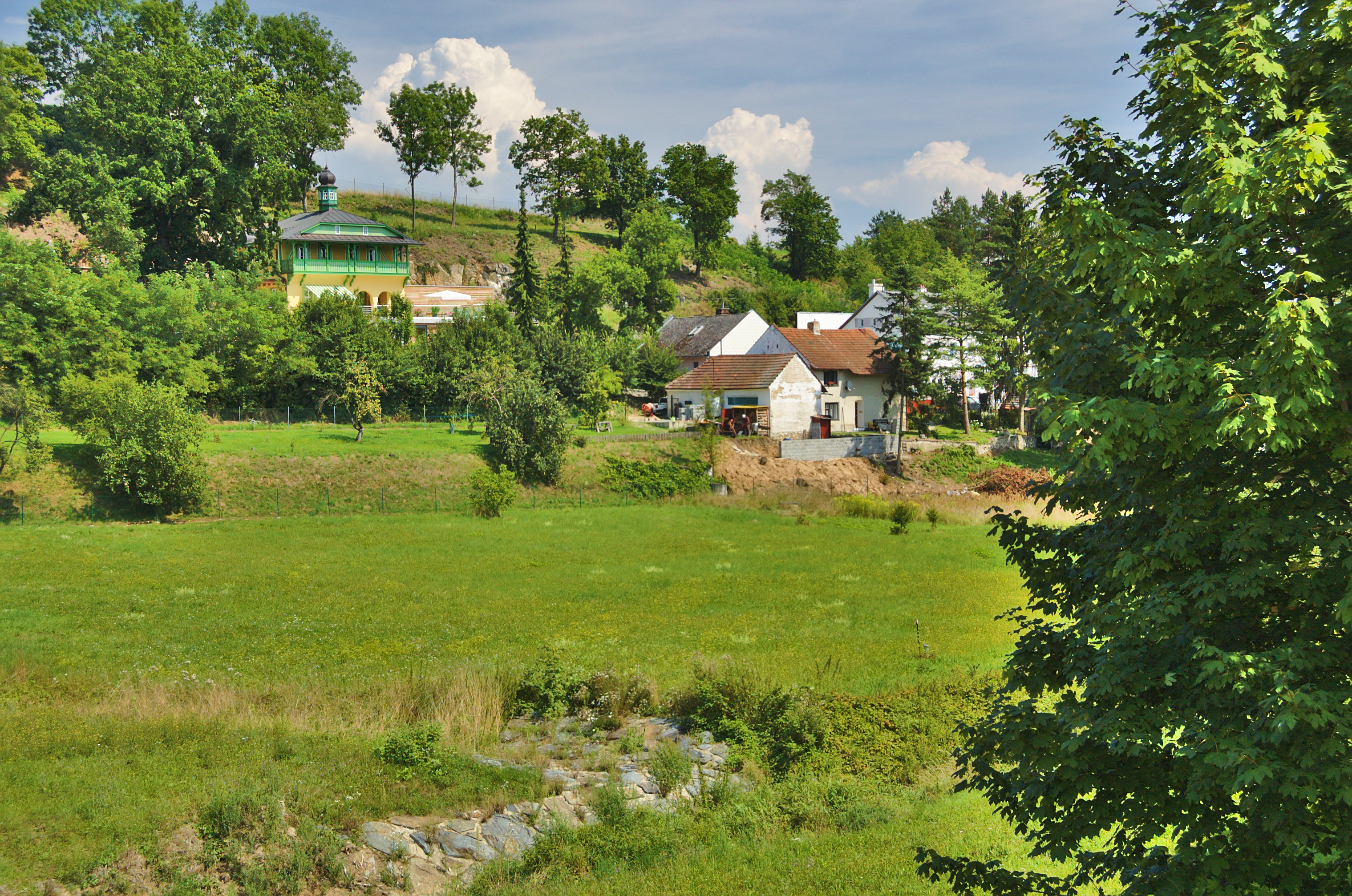
Vstup do Mladečských jeskyní
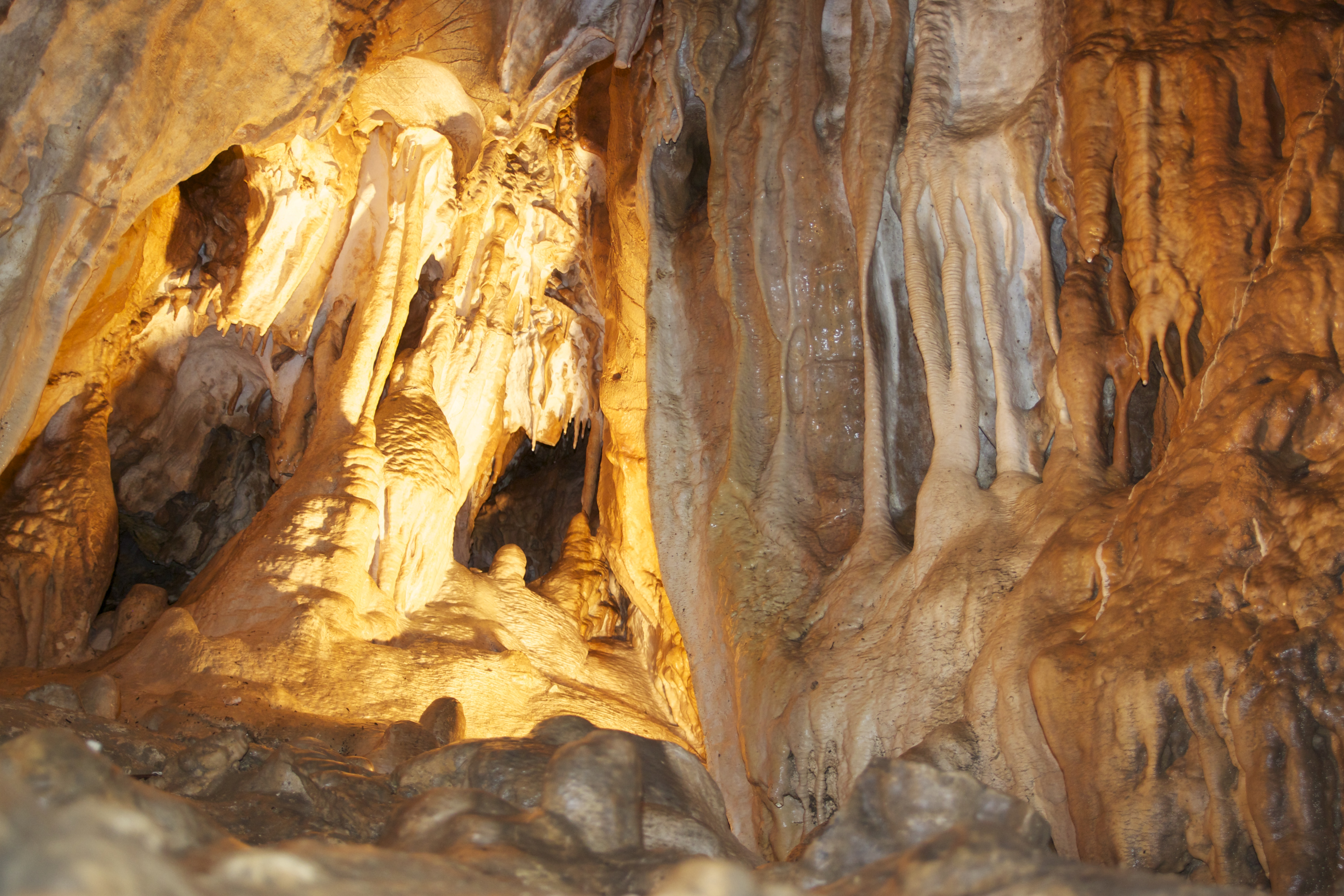
Vnitřní prostory Mladečských jeskyní
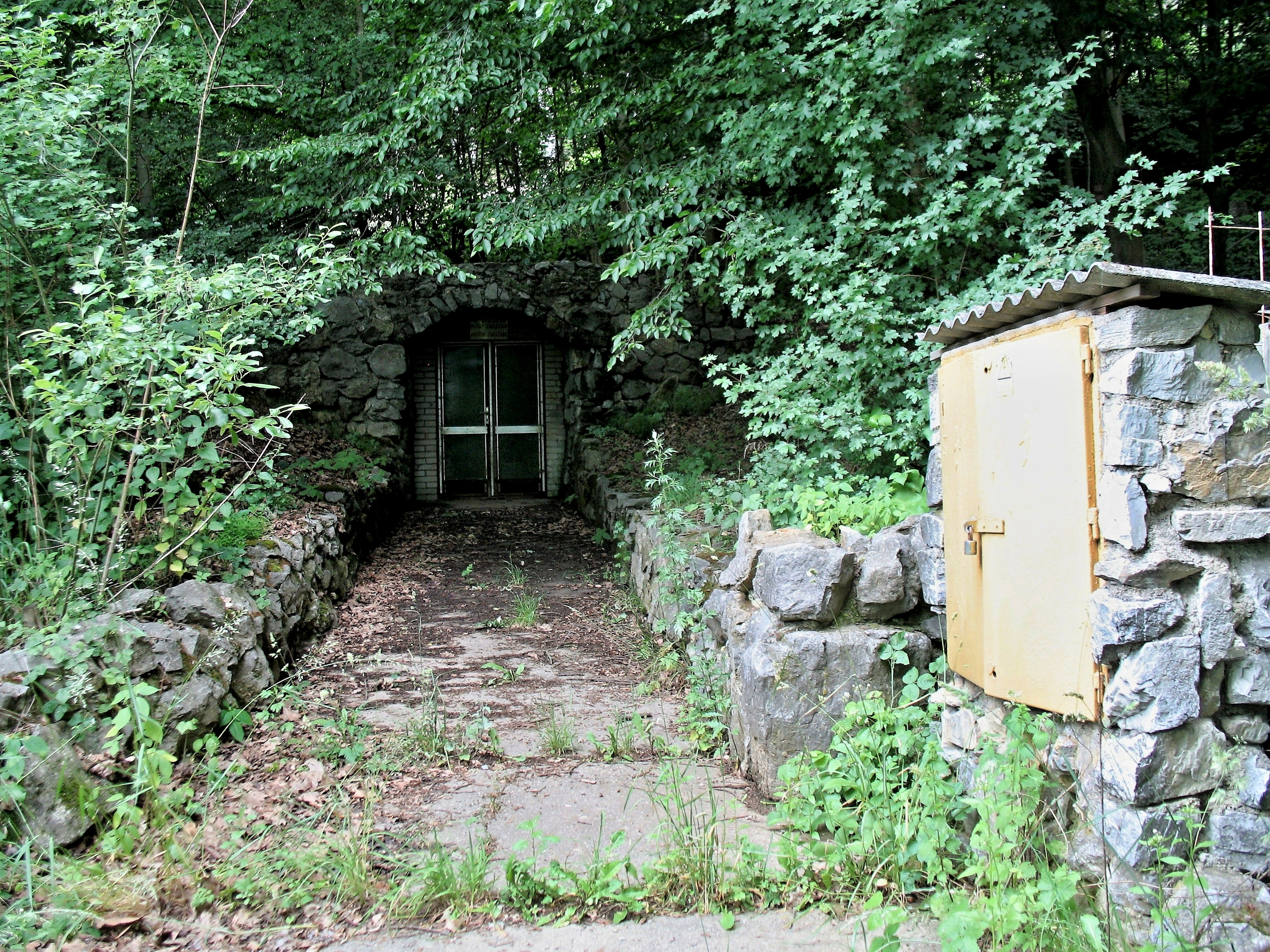
Vstup do jeskyně Ve štole na jižním úpatí Třesína
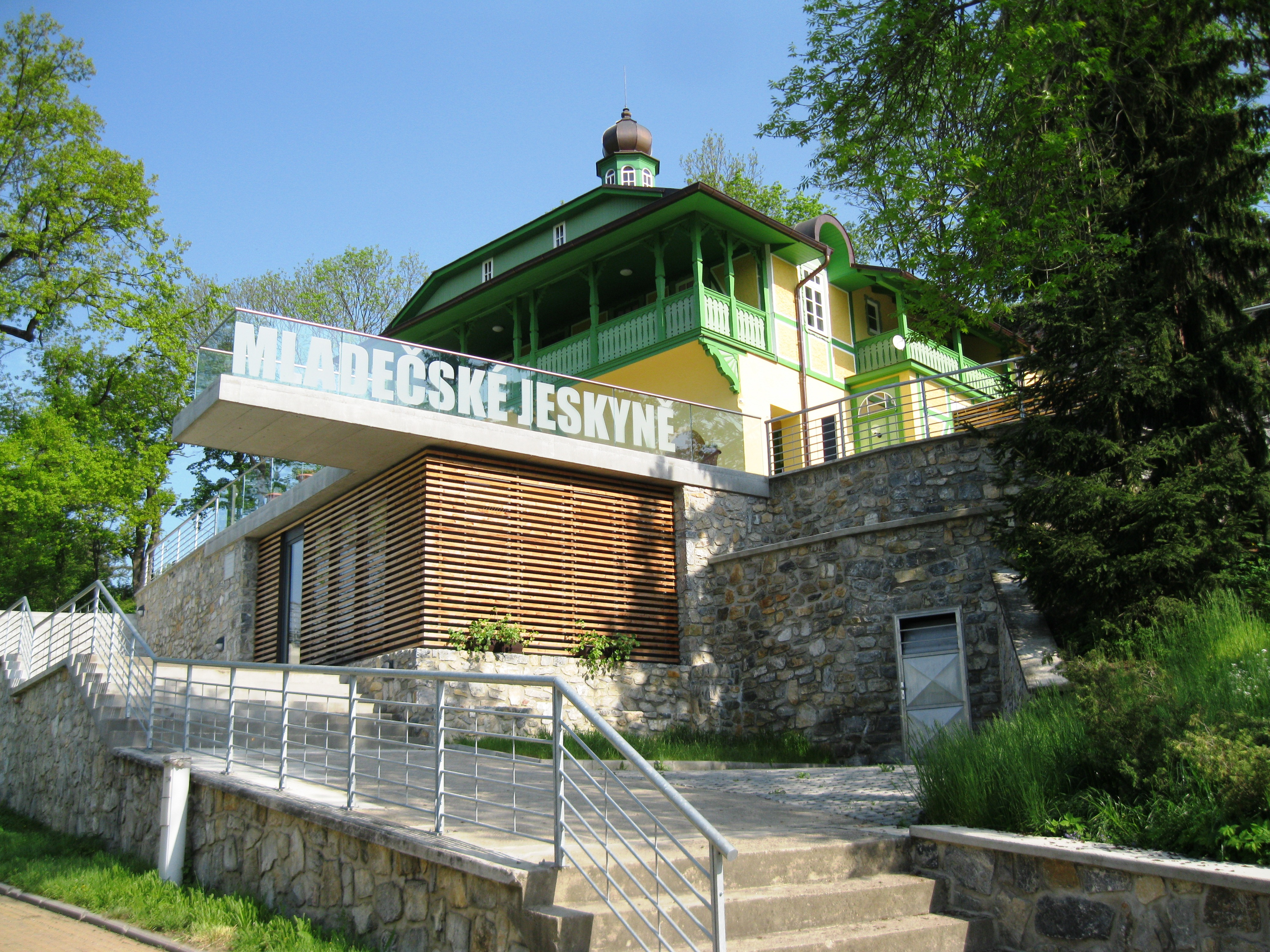
Vstupní objekt u jeskyní
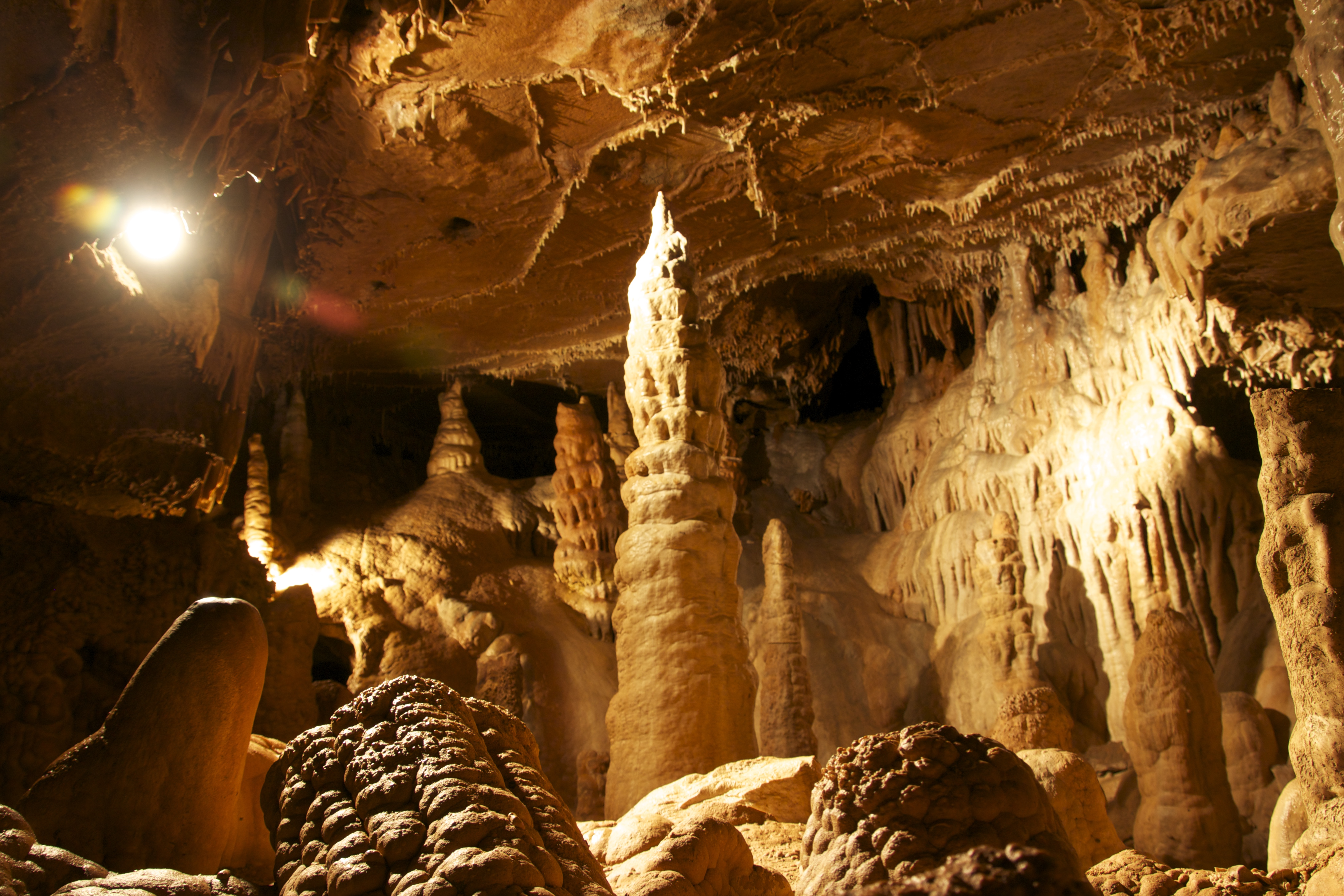
Stalagmity v Mladečských jeskyních